# 모르가르텐 전투
모르가르텐 전투(독일어: Schlacht am Morgarten)는 1315년 스위스 동맹군이 오스트리아를 무찌른 전투로 이 전투의 승리로 스위스가 독립을 했다.

## 레오폴드의 공격
1273년 스위스의 우리, 옵발덴, 슈비츠, 니드발덴 등 4개 주는 스위스 동맹을 맺고 오스트리아의 합스부르크 왕가에 대한 싸움을 준비했다. 이에 합스부르크의 오스트리아 왕 레오폴트 1세가 군대를 이끌고 스위스를 침공했다. 스트라스부르크의 오토 경이 좌측을 공격하고 뒤이어 루체른 성주가 호수를 넘어 스위스를 공격했으며, 레오폴드 1세의 대군이 주력 부대를 이끌고 스위스를 공격했다.

## 모르가르텐 대첩
공격을 시작한 지 며칠 동안 적이 나타나지 않아 오스트리아의 레오폴트 1세는 방심을 했고 애게리 호수 서북쪽의 모르가르텐 계곡에 이르렀다. 오스트리아군이 한쪽은 절벽, 한쪽은 호수인 모르가르텐 계곡을 건널 때 갑자기 스위스 동맹군이 나타나 오스트리아군을 기습 공격해 절벽에서 돌을 굴려 레오폴트의 군대는 무너지고 수많은 군사가 돌에 깔리거나 호수에 빠져 죽었다. 이 전투로 레오폴트 1세는 후퇴했고 스위스는 독립을 지켰다. 그 뒤 1315년 12월 9일에 두 나라는 브루넨 협정을 맺었고 이때 슈비츠 주가 유럽에 알려졌다.